# HMS Drury (K316)
HMS Drury (K316) là một tàu frigate lớp Captain của Hải quân Hoàng gia Anh hoạt động trong Chiến tranh Thế giới thứ hai. Nó nguyên được Hoa Kỳ chế tạo như một tàu hộ tống khu trục lớp Evarts, và chuyển giao cho Anh Quốc theo Chương trình Cho thuê-Cho mượn (Lend-Lease). Nó là chiếc tàu chiến duy nhất của Hải quân Anh được đặt tên theo Đô đốc Thomas Drury (1750-1832), người từng tham gia các cuộc Chiến tranh Cách mạng Hoa Kỳ và Chiến tranh Cách mạng Pháp. Nó đã phục vụ cho đến khi chiến tranh kết thúc tại Châu Âu, hoàn trả cho Hoa Kỳ năm 1945 nhưng rút biên chế và xóa đăng bạ ngay sau đó, và cuối cùng bị bán để tháo dỡ vào năm 1946.

## Thiết kế và chế tạo
Những tàu frigate lớp Captain thuộc phân lớp Evarts có chiều dài chung 289 ft 5 in (88,21 m), mạn tàu rộng 35 ft 1 in (10,69 m) và độ sâu mớn nước khi đầy tải là 8 ft 3 in (2,51 m). Chúng có trọng lượng choán nước tiêu chuẩn 1.140 tấn Anh (1.160 t); và lên đến 1.430 tấn Anh (1.450 t) khi đầy tải. Hệ thống động lực bao gồm bốn động cơ diesel General Motors Kiểu 16-278A nối với bốn máy phát điện để vận hành hai trục chân vịt; công suất 6.000 hp (4.500 kW) cho phép đạt được tốc độ tối đa 21 kn (24 mph; 39 km/h), và có dự trữ hành trình 4.150 nmi (4.780 mi; 7.690 km) khi di chuyển ở vận tốc đường trường 12 kn (14 mph; 22 km/h).
Vũ khí trang bị bao gồm ba pháo 3 in (76 mm)/50 cal trên tháp pháo nòng đơn có thể đối hạm hoặc phòng không, một khẩu đội 1,1 inch/75 caliber bốn nòng và chín pháo phòng không Oerlikon 20 mm. Vũ khí chống ngầm bao gồm một dàn súng cối chống tàu ngầm Hedgehog Mk. 10 (có 24 nòng và mang theo 144 quả đạn); hai đường ray Mk. 9 và tám máy phóng K3 Mk. 6 để thả mìn sâu.
Con tàu nguyên dự định mang tên HMS Cockburn, và được đặt lườn tại Xưởng hải quân Philadelphia ở Philadelphia, Pennsylvania vào ngày 12 tháng 2, 1942. Tuy nhiên nó được đổi tên thành HMS Drury trước khi được hạ thủy vào ngày 24 tháng 7, 1942, được đỡ đầu bởi bà Diana V.K. Evans-Lombe. Nó được bàn giao cho Anh Quốc vào ngày 12 tháng 4, 1943, mang ký hiệu lườn K310, và nhập biên chế cùng Hải quân Hoàng gia Anh như là chiếc HMS Drury dưới quyền chỉ huy của Hạm trưởng, Đại úy Hải quân Norman John Parker.

## Lịch sử hoạt động
Trong quá trình phục vụ cùng Hải quân Hoàng gia Anh, Drury hoạt động trong vai trò chính là hộ tống các đoàn tàu vận tải vượt Đại Tây Dương từ năm 1943 đến năm 1945. Tại phía Đông Bắc quần đảo Azores vào ngày 23 tháng 11, 1943, nó đã cùng các tàu frigate Bazely (K311) và Blackwood (K313) đánh chìm chiếc tàu ngầm U-boat Đức U-648. Và khi chiến tranh sắp kết thúc tại Châu Âu, vào ngày 21 tháng 4, 1945, nó phối hợp cùng các tàu frigate Bazely và Bentinck (K314) trong hoạt động đánh chìm chiếc U-636 tại khu vực về phía Tây Ireland.
Sau khi chiến tranh chấm dứt, Drury được hoàn trả cho Hoa Kỳ tại Chatham, Kent, Anh vào ngày 20 tháng 8, 1945, nhằm giảm bớt chi phí mà Anh phải trả cho Hoa Kỳ trong Chương trình Cho thuê-Cho mượn (Lend-Lease). Con tàu nhập biên chế trở lại cùng Hải quân Hoa Kỳ cùng ngày hôm đó như là chiếc USS Drury, dưới quyền chỉ huy của Đại úy Hải quân Hoa Kỳ W. R. Herrick, Jr. Nó rời Chatham vào ngày 28 tháng 8 để gia nhập Đội đặc nhiệm 21.3 ngoài khơi Dover, rồi lên đường vào ngày hôm sau để quay trở về Hoa Kỳ. Về đến Philadelphia, Pennsylvania vào ngày 8 tháng 9, nó ở lại Xưởng hải quân Philadelphia cho đến khi được cho xuất biên chế vào ngày 22 tháng 10. Con tàu được bán để tháo dỡ vào ngày tháng 6, 1946.